# Béla Guttmann
Béla Guttmann (Budapest, Hongria, 27 de gener 1899 - Viena, Àustria, 28 d'agost 1981) fou un futbolista i entrenador de futbol hongarès, d'origen jueu.

## Trajectòria

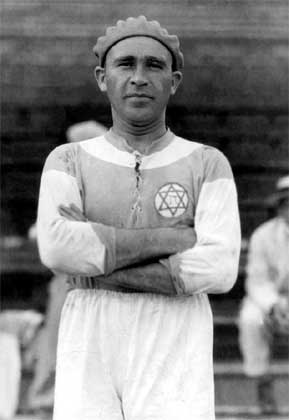
Bela Guttmann a la seva etapa al Hakoah Wien (1925).

Com a jugador defensà els colors del MTK Hungária FC, SC Hakoah Wien, la selecció hongaresa (4 cops) i diversos clubs als Estats Units. Guttmann, però, on més destacà fou en la tasca d'entrenador. Dirigí clubs com l'AC Milan, São Paulo FC, FC Porto, SL Benfica i C.A. Peñarol. Juntament amb Márton Bukovi i Gusztáv Sebes, Guttmann fou un dels pioners de la formació 4-2-4.
El seu més gran èxit l'assolí amb els portuguesos del Benfica, amb qui guanyà dues Copes d'Europa consecutives els anys 1960-61 i 1961-62. La final de la Copa d'Europa de 1961, el Benfica la va guanyar amb Guttmann a la banqueta, contra el FC Barcelona per 3 a 2 al Wankdorf Stadium de Berna; era la primera final de la Copa d'Europa que jugaven qualsevol dels dos equips.
L'any 1962, després de la segona Copa d'Europa guanyada, contra el Reial Madrid per 5 a 3 a l'Estadi Olímpic d'Amsterdam, la segona victòria consecutiva de l'equip portuguès en la competició, Guttmann demanà al SL Benfica més diners, fet que el club no acceptà provocant l'adéu de l'entrenador. En deixar el Benfica, Guttmann declarà En cent anys des d'avui cap club portuguès esdevindrà campió d'Europa i el Benfica sense mi mai guanyarà una copa europea.
Des d'aleshores, el club ha estat finalista de la Champions League (o l'antiga Copa d'Europa) en cinc ocasions - 1962, 1965, 1968, 1988, 1990 - i finalista de l'Europa League (o l'antiga UEFA Cup) en tres ocasions - 1983, 2013 i 2014 - però mai ha guanyat cap d'aquestes finals europees.

## Palmarès
Com a jugador
- Lliga hongaresa de futbol: 2 1919-20, 1920-21 (MTK Hungária FC)
- Lliga austríaca de futbol: 1 1924-25 (SC Hakoah Wien)
- National Challenge Cup: 1 1929 (New York Hakoah)

Com a entrenador
- Copa d'Europa de futbol: 2 1960-61, 1961-62 (SL Benfica)
- Copa Mitropa: 1 1939 (Újpest FC)
- Lliga hongaresa de futbol: 2 1938-39, 1946-47 (Újpest FC)
- Lliga portuguesa de futbol: 3 1958-59 (FC Porto), 1959-60, 1960-61 (SL Benfica)
- Copa portuguesa de futbol: 1 1962 (SL Benfica)
- Campionat paulista: 1 1957 (São Paulo FC)